# Вікторія (телесеріал, 2016)
Вікторія (англ. Victoria) — британський драматичний телесеріал, створений Дейзі Ґудвін. У головній ролі — Дженна Коулман. Цей серіал було анонсовано у вересні 2015 року, коли Коулман вирішила залишити телесеріал Доктор Хто і прийняти на себе роль королеви Вікторії.
Перший показ телесеріалу «Вікторія» відбувся 28 серпня 2016 року на каналі ITV. Перший сезон складається з восьми епізодів і був показаний у вересні 2016 року, телемережа ITV подовжила серіал «Вікторія» на другий сезон, який вийшов в ефір у 2017 році.

## Передумова
Перший сезон серіалу розповідає про ранні роки життя королеви Вікторії, яку грає Дженна Коулман: від її сходження на престол у віці вісімнадцяти років до її залицяння і шлюбу з принцом Альбертом, якого зіграв Том Г'юз.
Другий сезон розповідає про труднощі Вікторії з поєднанням її ролі як королеви та її обов'язків по відношенню до чоловіка і дітей.

## У ролях
- Дженна Коулман — Королева Вікторія
- Том Г'юз — Принц Альберт
- Пітер Боулз — Герцог Веллінгтон
- Кетрін Флемінг — Герцогиня Кентська
- Даніела Гольц — Баронеса Лецен
- Нелл Гадсон — Міс Скеррет
- Фердинанд Кінгслі — Чарльз Елмі Франкателлі
- Томмі Найт — Броді[1]
- Найджел Ліндсей — Сер Роберт Піль
- Ів Майлз — Місіс Дженкінс
- Девід Оукс — Принц Ернест
- Пол Рис  - Сер Джон Конрой
- Адріан Шиллер — Пенж
- Пітер Ферт — Герцог Камберлендський
- Алекс Дженінґс — Леопольд I (король Бельгії)
- Руфус Сьювел — Лорд Мельбурн

## Музика
Головна музична тема написана Мартіном Фіппсом, оспівана Mediæval Bæbes. Фіппс також писав музику для ранніх епізодів. Для більш пізніх епізодів аранжування було поручене і зроблене Рутом Барретом.